# Corona francescana
Nel culto cattolico, corona francescana è sinonimo di "Rosario delle sette beatitudini della Vergine Maria".

## La leggenda all'origine del culto

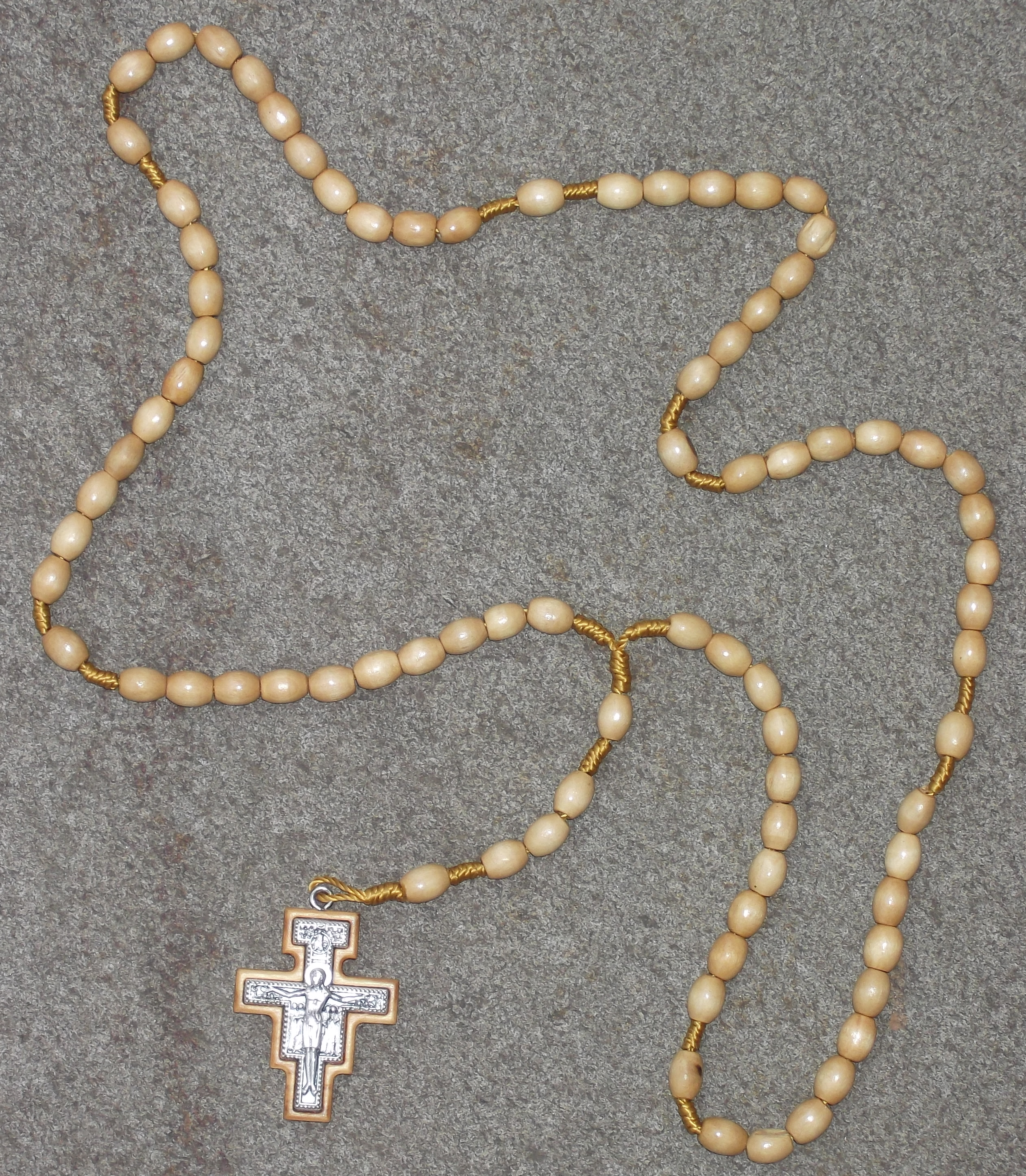
Corona francescana

La tradizione francescana indica che nel 1442 si diffuse la notizia di un'apparizione della Vergine Maria ad Assisi ad un novizio francescano chiamato Giacomo. Sin da bambino, aveva l'abitudine di offrire alla Vergine una corona di rose. Quando entrò nei frati minori, non poté più continuare la sua abitudine. Allora la Vergine gli sarebbe apparsa per consolarlo indicandogli un'altra offerta che avrebbe potuto donarle in cambio: pregare ogni giorno sette decine di Ave Maria intercalate dalla meditazione dei "sette misteri gaudiosi" che ella visse. Giacomo iniziò questa devozione e, mentre un giorno pregava, il Superiore dei Novizi lo avrebbe visto con un angelo che tesseva una corona di rose mano a mano che il novizio pregava, e dopo ogni decina di rose, vi univa un giglio dorato: finito di pregare, l'angelo avrebbe collocato la corona sulla testa del novizio. Il superiore gli chiese il significato di questa visione e, sentita la risposta, la raccontò a tutti i frati e presto si diffuse questa devozione in tutta la famiglia francescana.

## Diffusione
La devozione delle sette beatitudini di Maria è fiorita in una varietà di forme e comunità. Particolarmente tra i francescani, i cistercensi e le annunziate di santa Giovanna di Francia.
Tra i frati Minori la diffusione di tale devozione è attribuita, per nominare i principali, a Bonaventura da Bagnoregio, il Beato Cherubino da Spoleto, Giovanni da Capestrano, Pelbart de Temesvár, e Bernardino da Siena. Anche Bernardino ebbe un'apparizione della Vergine quando stava meditando sui sette gaudi di Maria.
Riflettendo sulla virtù di gaudio della Vergine Maria si ricorda il saluto che Francesco d'Assisi le faceva: Salve! Signora, Regina santa, Madre santa di Dio, Maria! Sei Vergine fatta Chiesa…

## Recita della Corona
O Dio, vieni a salvarmi. Signore, vieni presto in mio aiuto.
Gloria al Padre
Gesù mio, perdona le nostre colpe, preservaci dal fuoco dell'inferno, porta in cielo tutte le anime specialmente le più bisognose della Tua misericordia.

### Misteri
Si recitano un Padre nostro, dieci Ave Maria e un Gloria al Padre per ogni mistero.
1. Il gaudio provato da Maria all'annuncio dell'arcangelo Gabriele.
2. Il gaudio provato da Maria nella visita a santa Elisabetta.
3. Il gaudio provato da Maria alla nascita di Gesù.
4. Il gaudio provato da Maria all'adorazione dei Magi.
5. Il gaudio provato da Maria al ritrovamento di Gesù al Tempio.
6. Il gaudio provato da Maria nel vedere Gesù risorto.
7. Il gaudio provato da Maria nella propria Assunzione al cielo.

Salve Regina

### Preghiera conclusiva
O Signora Santa, Regina santissima, Madre di Dio e Madre di Misericordia, Regina della Pace e Avvocata nostra, ti abbiamo offerto questa Corona in memoria delle tue sette allegrezze, in segno del nostro desiderio di appartenere a Te come tu sei appartenuta al Signore. Per questo, con San Bonaventura ti diciamo: «Io sono tutto tuo: e ogni mia cosa è tua, o Vergine benedetta sopra tutte le cose». Intercedi affinché ci sia fatto il dono di grazia di poter servire Dio e il prossimo, e in fedeltà con le promesse del nostro Battesimo, di rinnegare il male in tutte le sue forme per poter essere come te, o Immacolata, figli del Padre celeste, fratelli del Signore nostro Gesù Cristo e abitazioni dello Spirito Santo. Aiutaci a vivere impegnando la nostra vita per il Vangelo, obbedendo alla Chiesa, sempre pronti a testimoniare la nostra fede davanti agli uomini, affinché, da te protetti, soprattutto nell'ora della nostra morte, possiamo giungere con te nella gloria dei cieli. Amen.
Secondo una tradizione al termine della recita di questo Rosario si recitano ancora altre due Ave Maria, corrispondenti così ai 72 anni che visse la Vergine Maria prima di essere Assunta in Cielo.